# Metodi Maksimov
Metodi Maksimov (Kočani, 20 de agosto de 2002) es un futbolista macedonio que juega en la demarcación de extremo derecho para el FK Rabotnički de la Primera División de Macedonia del Norte.

## Selección nacional
Tras jugar en las categorías inferiores de la selección, finalmente debutó con la selección de fútbol de Macedonia del Norte el 22 de octubre de 2022. Lo hizo en un partido amistoso contra Arabia Saudita que finalizó con un resultado de 1-0 a favor del combinado saudita tras el gol de Saleh Al-Shehri.

## Clubes
| Club          | País                | Año   | Partidos | Goles |
| ------------- | ------------------- | ----- | -------- | ----- |
| FK Rabotnički | Macedonia del Norte | 2020- | 80       | 7     |